# Словения на «Евровидении-1995»
Словения приняла участие в сороковом выпуске телевизионного конкурса Евровидение-1995, который состоялся в Дублине, Ирландия. Страна вернулась после годового перерыва, связанного с плохим результатом их дебютной заявки Tih deževen dan, занявшей одно из последних семи мест по итогам Евровидение-1993. Словению на конкурсе 1995 года представляла Дарья Швайгер с песней Prisluhni mi.

## До «Евровидения»

### Slovenski izbor za pesem Evrovizije 1995
Как и в прошлый раз, РТВ Словения организовала национальный финал для выбора артиста и песни. Slovenski izbor za pesem Evrovizije 1995 состоялся 18 февраля 1995 года в студиях РТВ Словения в Любляне. Ведущим был Саша Гердей. Всего принимало участие 12 исполнителей. Победителя определяли члены жюри, представлявших 12 радиостанций Словении. Победу одержала Дарья Швайгер, набравшая 132 очка. Второе место досталось дуэту Ирены Врчковник и Ото Пестнера с песней Oda ljubezni (122 очка). Третье место заняла группа Avia Band с песней Vsaj še trenutek (120 очков).
| Порядок выступления | Исполнитель                   | Название песни           | Автор(ы)                      | Очки | Место |
| ------------------- | ----------------------------- | ------------------------ | ----------------------------- | ---- | ----- |
| 1                   | Avia Band                     | Vsaj še trenutek         | Матей Страх, Ади Смолар       | 120  | 3     |
| 2                   | Ян Плестеняк                  | Ker te ljubim            | Ян Плестеняк                  | 73   | 5     |
| 3                   | Миха Балажич                  | Tvoje oči                | Томаж Козлевчар, Даре Херинг  | 53   | 10    |
| 4                   | Freeway                       | Joanna                   | В. Денис, Сами                | 61   | 9     |
| 5                   | Don Juan                      | Naj tvoja volja se zgodi | Миран Факин, Вили Берток      | 72   | 6     |
| 6                   | Даниэла Сасич и Марио Баришич | Ne ti, ne jaz            | Исидор Лейтингер              | 14   | 12    |
| 7                   | Дарья Швайгер                 | Prisluhni mi             | Примож Петерца, Сашо Файон    | 132  | 1     |
| 8                   | Ирена Врчковник и Ото Пестнер | Oda ljubezni             | Ото Пестнер, Марьян Шнебергер | 122  | 2     |
| 9                   | Faraoni                       | Ljubezen je              | Энцо Хроватин, Миша Чермак    | 102  | 4     |
| 10                  | After Night                   | Edina ti                 | Матей Ковше                   | 69   | 7     |
| 11                  | Malibu                        | Hvala ti                 | Андрей Баша, Томо Юрак        | 68   | 8     |
| 12                  | Čudežna polja                 | Dober dan maj            | Горазд Элвич                  | 50   | 11    |

## На «Евровидении»
Подобно Норвегии, Швеции и Ирландии, словенская заявка была оценена как один из главных фаворитов на победу. Дарья Швайгер выступала двадцатой по счёту, между Данией и Израилем. В конце голосования певица получила 84 очка и заняла 7-е место из 23. Этот результат стал для Словении самым лучшим показателем на конкурсе Евровидение. Позже страна сумеет повторить данное достижение в 2001 году, когда Нюша Деренда также займёт 7-е место с песней Energy. 12 очков словенское жюри присудило представителям Хорватии, группе Magazin и Лидии Хорват-Дунько.
Россия присудила Словении 7 очков.

### Голосование
| Очки      | Страна                     |
| --------- | -------------------------- |
| 12 баллов |                            |
| 10 баллов | - Великобритания - Греция  |
| 8 баллов  | - Венгрия - Ирландия       |
| 7 баллов  | - Россия - Швеция          |
| 6 баллов  | - Босния и Герцеговина     |
| 5 баллов  | - Германия - Португалия    |
| 4 балла   | - Польша                   |
| 3 балла   | - Австрия - Израиль - Кипр |
| 2 балла   | - Мальта - Хорватия        |
| 1 балл    | - Исландия                 |

| Очки      | Страна   |
| --------- | -------- |
| 12 баллов | Хорватия |
| 10 баллов | Израиль  |
| 8 баллов  | Франция  |
| 7 баллов  | Норвегия |
| 6 баллов  | Дания    |
| 5 баллов  | Ирландия |
| 4 балла   | Кипр     |
| 3 балла   | Турция   |
| 2 балла   | Греция   |
| 1 балл    | Швеция   |